# Ulrike Umlauf-Orrom

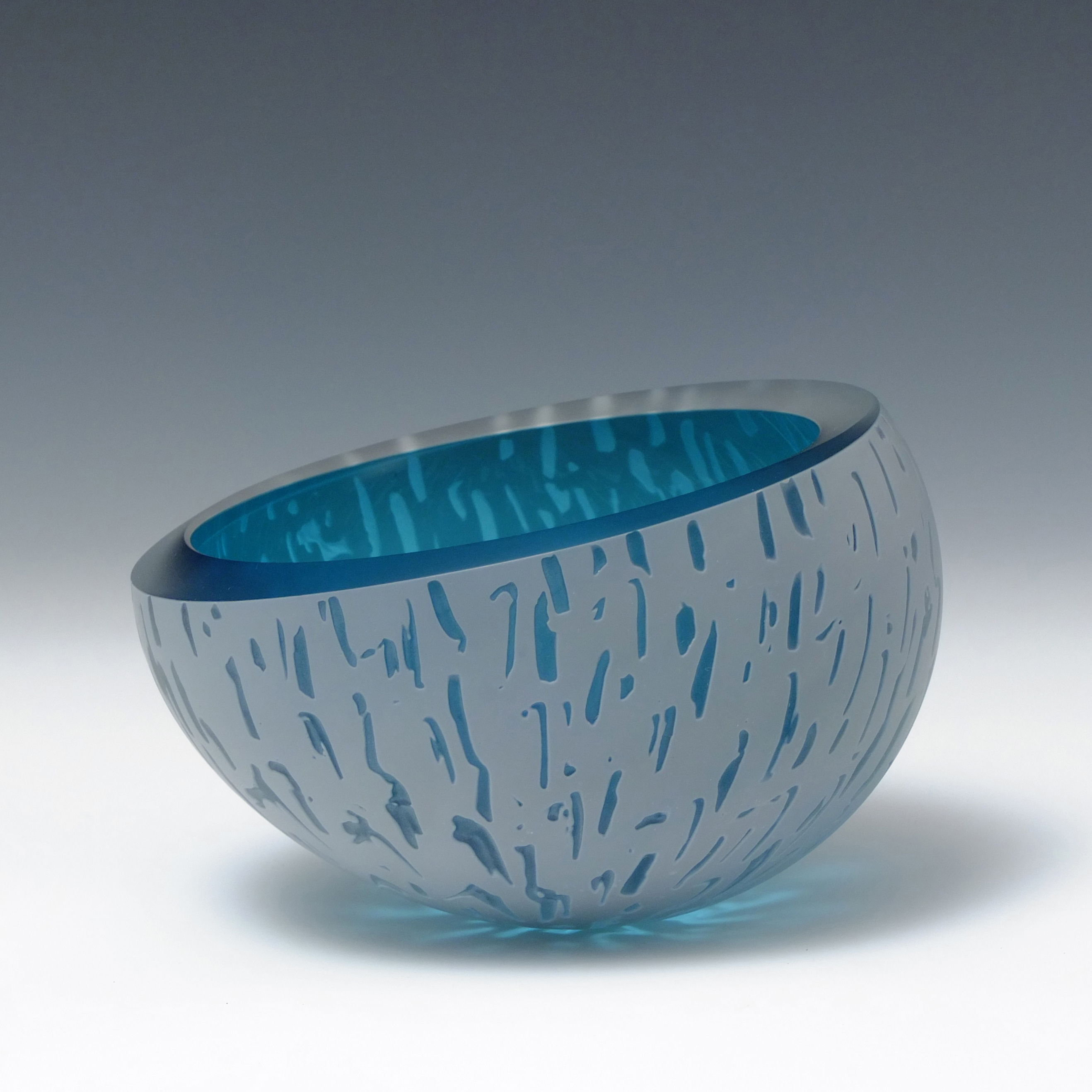
Schale, frei geblasen, 1989. Farbiger Innen- und Außenüberfang, sandgestrahlte Texturen, Rand geschliffen und poliert, 19 × 20 × 9 cm

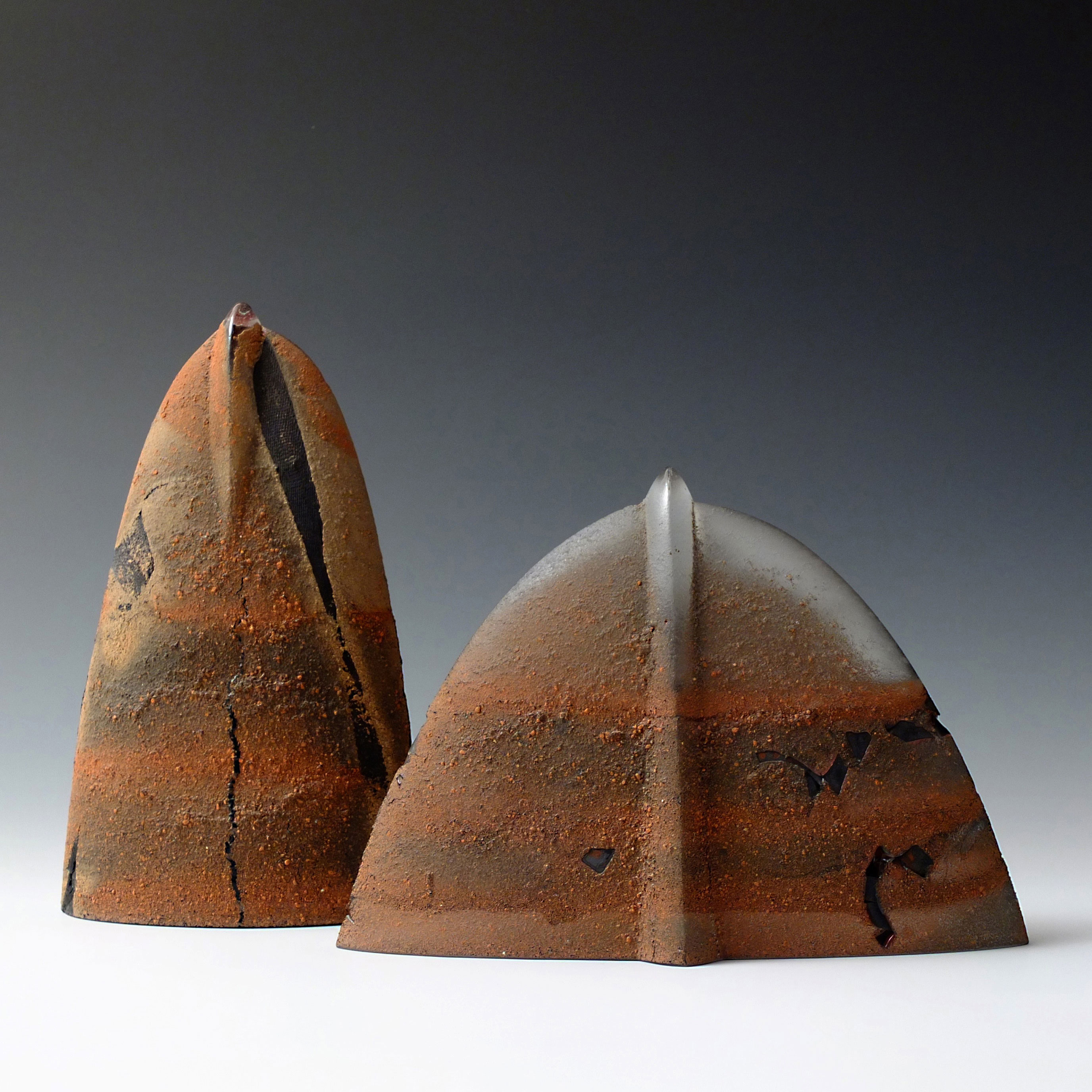
Sandguss-Objekte, 1992. Metall- und Farbeinschlüsse, 15 × 8 × 26 cm und 27 × 8 × 19 cm

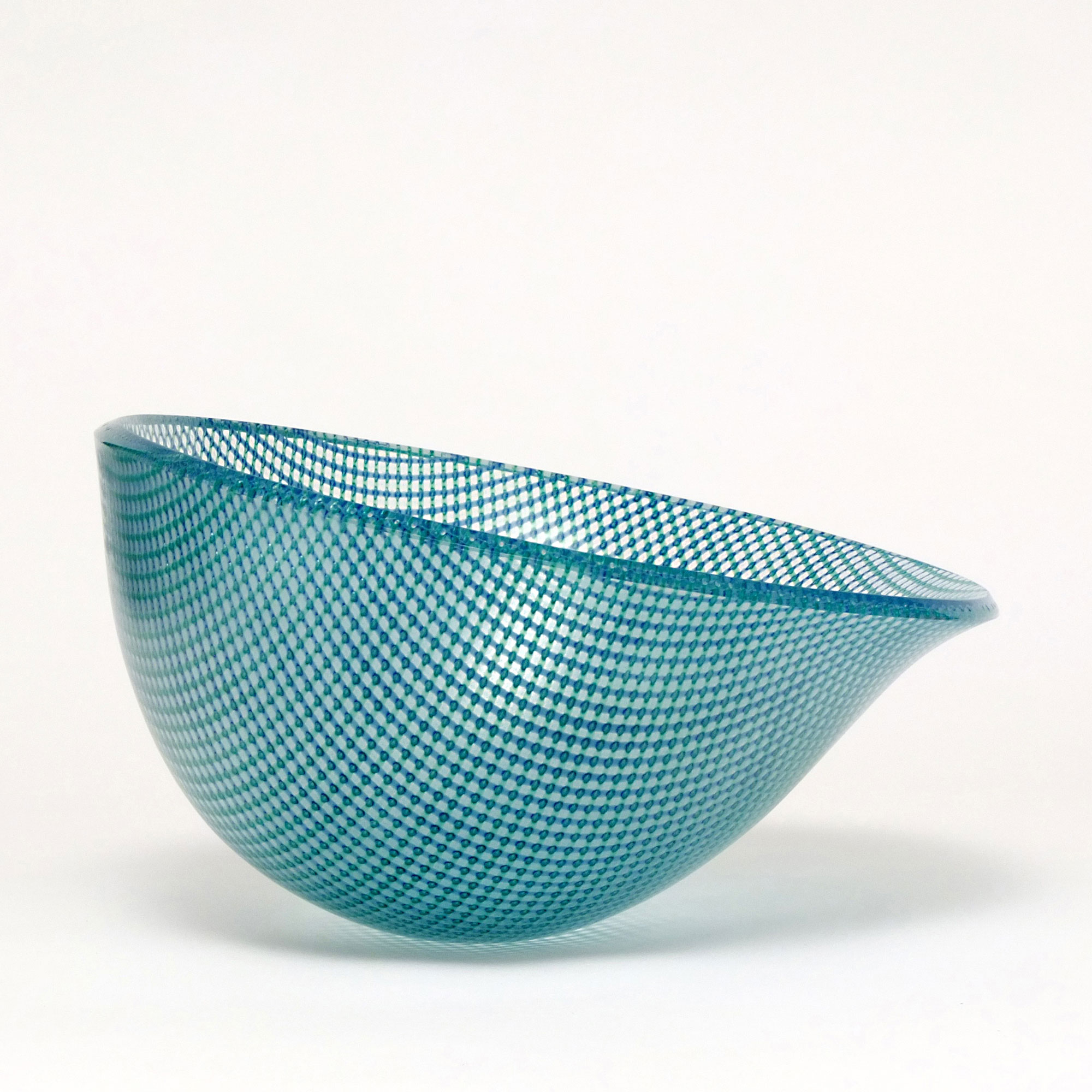
Gefäß, Verschmelztechnik, 2006. Mit Email eingefärbtes Klarglas, Rand geschliffen und poliert, 29 × 28 × 16 cm

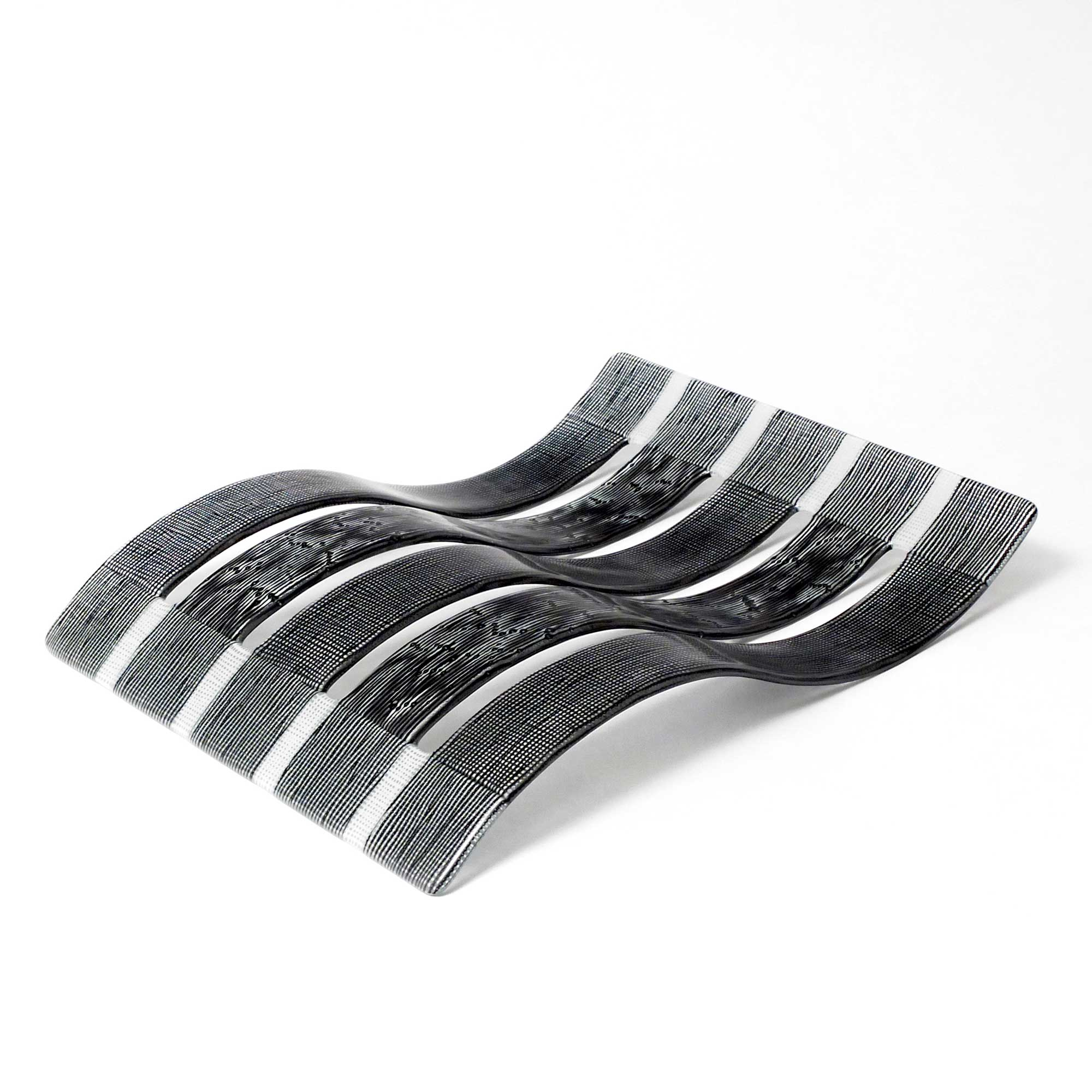
Wellenobjekt, Verschmelztechnik, 2010. Mit Email eingefärbtes Klarglas, 46 × 38 × 6 cm

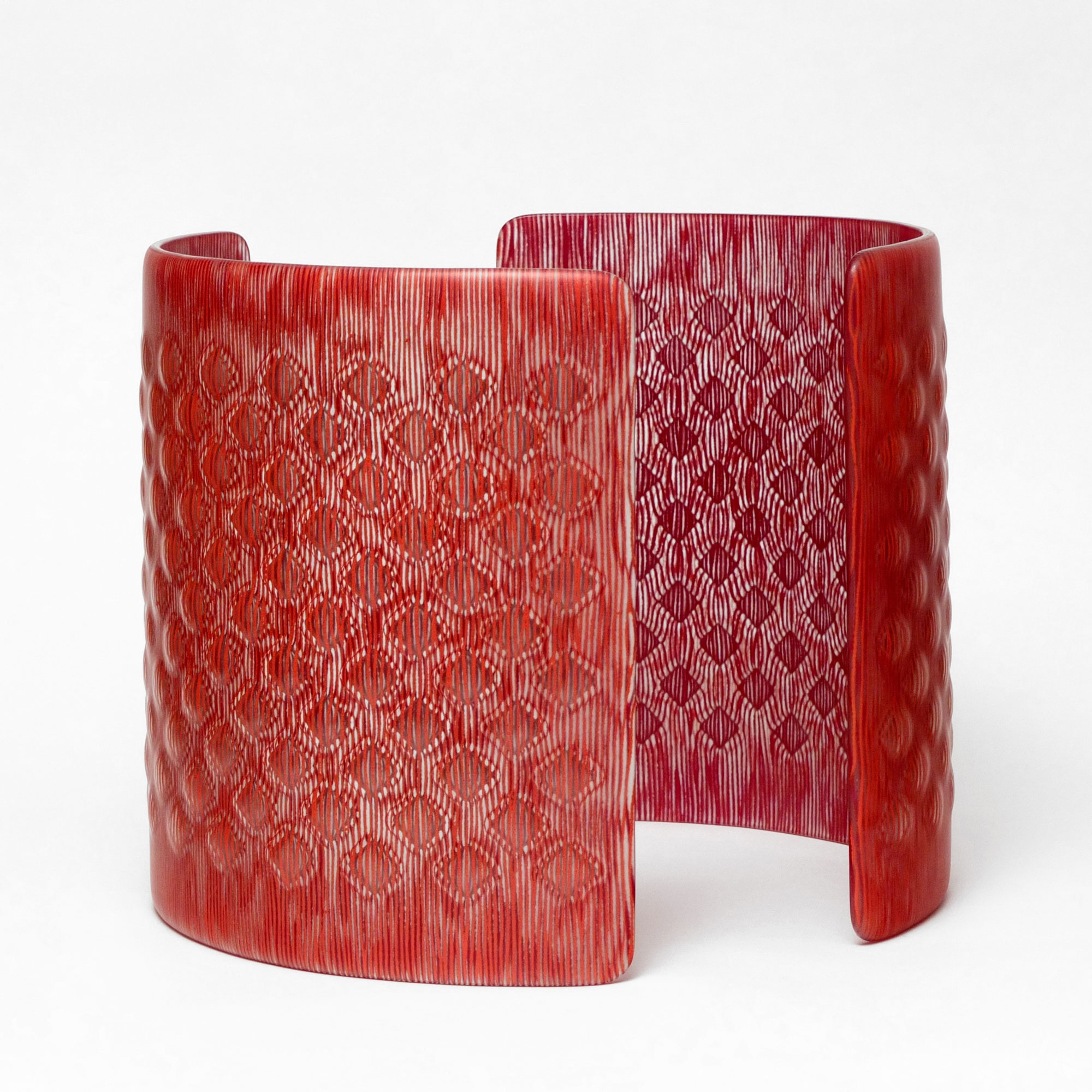
Bogensegmente, 2-teilig, Verschmelztechnik, 2013. Mit Email eingefärbtes Klarglas, Lufttaschen, je 35 × 12 × 31 cm

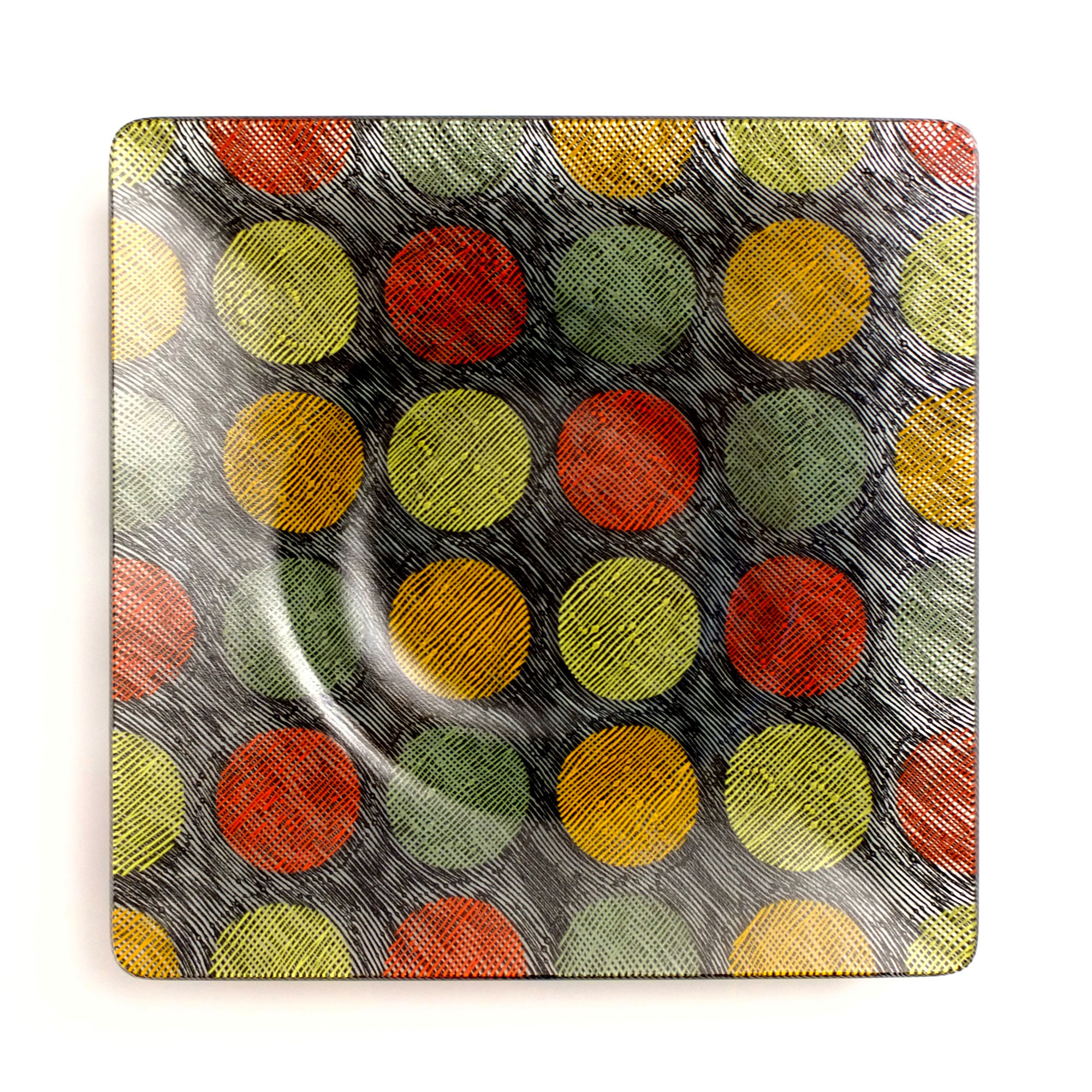
Schale, Verschmelztechnik, 2017. Mit Email eingefärbtes Klarglas, Intarsienarbeit, Rand geschliffen und poliert, 44 × 44 × 7 cm

Ulrike Umlauf-Orrom (geb. Umlauf; 1953 in Haßlach bei Kronach) ist eine deutsche Glaskünstlerin und Designerin.

## Werdegang
Nach der Ausbildung als Keramikerin studierte Umlauf ab 1975 an der Fachhochschule München Industriedesign und ab 1980 Keramik und Glas am Royal College of Art in London. 1983 graduierte sie dort mit dem Master of Arts, MA RCA.
Ab 1981 entwarf Umlauf Produkte für den Porzellanhersteller Hutschenreuther in Selb (seit 2000 Marke von Rosenthal). Von 1983 bis 1985 arbeitete sie als Produktentwicklerin für die Theresienthaler Krystallglas- und Porzellanmanufaktur in Zwiesel. 1987 entwarf sie die Hotel-Gastronomie-Geschirrserie Donna für die Porzellanfabrik Schönwald. Für Arzberg entstanden Porzellan-Produkte wie der Pfeffer- und Salzstreuer P+S Box oder 1989 das Geschirr Viva.
Seit 1982 arbeitet sie als Glaskünstlerin, seit 1986 hat sie ein eigenes Atelier. 1987 gründete sie mit ihrem Mann James Orrom das Studio für Industrie Design Umlauf & Orrom. 1992 bis 1993 war sie Gastdozentin an der Universität der Künste Berlin.
Die Glaskunst von Ulrike Umlauf-Orrom wird in ihrer Retrospektive in drei Werkphasen eingeteilt:
- Werkphase I: 1982–1990: Frei geblasene Glasgefäße[6]
- Werkphase II: 1984–1996: Sandguss-Objekte[7]
- Werkphase III: 1998–2020: Objekte in Verschmelztechnik[8]

## Privates
Ulrike Umlauf-Orrom ist mit James Orrom verheiratet. Das Paar lebt seit 1990 in Dießen am Ammersee und hat einen Sohn und eine Tochter.

## Auszeichnungen (Auswahl)
- 1986 Staatlicher Förderungspreis für frei gestaltetes Glas des Freistaats Bayern[9]
- 1987 Design-Innovations 87. Haus Industrieform Essen
- 1987 if – Die gute Industrieform. Industrie Forum Design Hannover[10]
- 1987 Design-Auswahl 87. Design-Center Stuttgart[11]
- 2000 Red Dot Design Award, Design Innovationen 2000. Design Zentrum Nordrhein-Westfalen[12]
- 2001 Bayerischer Staatspreis mit Goldmedaille
- 2005 GEDOK FormART 2005 Klaus Oschmann Preis
- 2009 Belobigung. 4. Immenhäuser Glaspreis

## Arbeiten in öffentlichen Sammlungen (Auswahl)
- Design Center Collection, Ishikawa, Japan[13]
- Europäisches Museum für Modernes Glas, Coburg, Deutschland
- Glasmuseum Lette, Coesfeld-Lette, Deutschland
- Glasmuseum Ebeltoft, Dänemark
- Glasmuseum Immenhausen, Deutschland
- Glasmuseum Öhringen, Deutschland
- Musée de design et d’arts appliqués contemporains, Lausanne, Schweiz
- Museum Kunstpalast, Düsseldorf, Deutschland
- Glasmuseum Lobmeyr-Sammlungen, Wien, Österreich

## Ausstellungen (Auswahl)
- 1982 Planters and Vessels. British Crafts Centre, London, Großbritannien[14]
- 1983 Directions. Wanderausstellung der British Artists in Glass. Commonwealth Institute, London, Großbritannien
- 1984 Glass by Ulrike Umlauf-Orrom. National Museum of Wales, Cardiff, Großbritannien
- 1985 Zweiter Coburger Glaspreis. Kunstsammlungen der Veste Coburg
- 1986 Le Verre au Feminin en Europe. Galerie Transparence, Brüssel, Belgien; Galerie Place des Arts, Montpellier, Frankreich; Galerie Nadir, Annecy, Frankreich
- 1986 Deutsche Glaskunst. Galerie Rob van den Doel, ’s Gravenhage, Niederlande
- 1987 La Baviera a Trieste. Stazione Marittima, Triest, Italien
- 1989 Material und Form. Bundeskanzleramt, Bonn; Usher Gallery, Lincoln, England; Barbican Centre, London, England; Landesmuseum Trier
- 1989 Les Univers de la Transparence. Lausanne, Schweiz
- 1989 Musée des arts décoratifs, Lausanne, Schweiz
- 2004 Victoria and Albert Museum, London, Großbritannien
- 2007 International Exhibition of Glass Kanazawa 2007. Kanazawa, Japan und Notojima Glass Art Museum, Japan
- 2008 Germany in focus. Glasmuseum Ebeltoft, Dänemark. Glasmuseum Ebeltoft, Dänemark
- 2009 European Prize for Applied Arts 2009. Grand Hall of the Anciens Abattoirs, Mons, Belgien
- 2009 Melting Point – Exhibition of Contemporary Glass. Pyramid Gallery, York, Großbritannien
- 2011 Danner Preis 2011. Museum Villa Stuck, München.
- 2013 Cheongju International Craft Biennale 2013, „Something OLD Something NEW“. Cheongju, Süd-Korea
- 2016 The International Exhibition of Glass Kanazawa 2016. Shiinoki Cultural Complex, Ishikawa Prefecture, Japan
- 2017 Crossover. GLASS ART Galerie Innsbruck GLASKUNST, Österreich
- 2019 The International Exhibition of Glass Kanazawa 2019. Notojima Glass Art Museum, Japan
- 2019 Inspired. London Glassblowing Gallery, London, Großbritannien.
- 2020 Einzelausstellung Ulrike Umlauf-Orrom. Glas Farbe Struktur. Bayerischer Kunstgewerbeverein, Galerie für Angewandte Kunst, München[15]
- 2021 Einzelausstellung Ulrike Umlauf-Orrom: Glas Farbe Struktur. Glasmuseum Immenhausen[16]
- 2025 Ausstellung im Buchheim-Museum, Bernried[17]